# Theresianenklooster (Brugge)

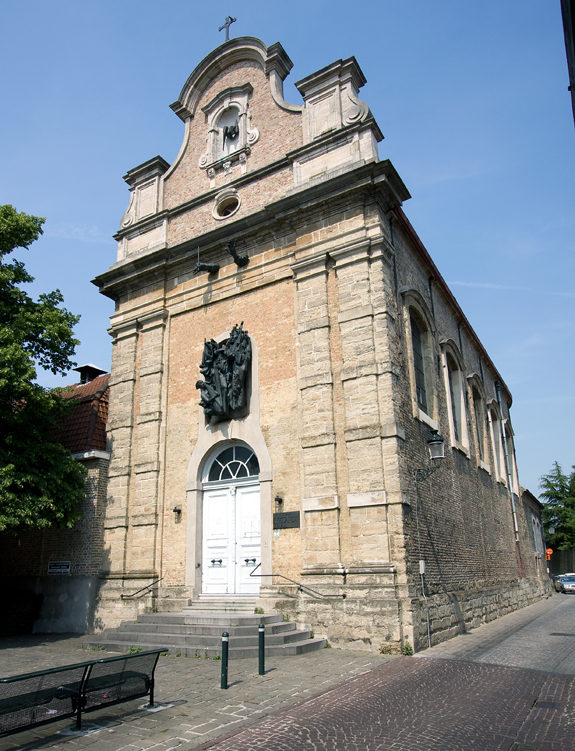
De Joseph Ryelandtzaal, kerk van het voormalige Theresianenklooster

Het Klooster van de Theresianen in Brugge of ongeschoeide karmelietessen bestond uit een kerk gelegen in de Ezelstraat en een aanpalend kloostergebouw gelegen Hugo Losschaertstraat.

## Geschiedenis

### Oprichting als klooster
- In 1626 werd in Brugge een gemeenschap gesticht van theresianen of ongeschoeide karmelietessen. Ze verbleven achtereenvolgens in twee herenhuizen en vanaf 1632 in het Hof van Fiennes in de Naaldenstraat.
- In 1667 werd van de kerkfabriek van de Onze-Lieve-Vrouwekerk een terrein aangekocht in de Ezelstraat en in 1668 werd het klooster gebouwd onder de leiding van de priorin Marie-Louise van de Heilige Theresia, door de aannemers J. en D. van Troostenberghe en door de schrijnwerker J. Hollevoet.
- Van 1681 tot 1684 werd de kerk gebouwd, gericht op de Ezelstraat.
- Van 1711 tot 1715 werd de sacristie gebouwd, evenals de tuinmuur in de Losschaertstraat.
- In 1783 werd, ingevolge de ordonnantie van keizer Jozef II over de 'nutteloze kloosters', het Theresianenklooster als contemplatieve gemeenschap opgeheven. Het gebouw werd toegewezen aan de zusters apostolinnen, afkomstig uit het klooster Magerzo in de Ganzenstraat. In de Franse tijd werden ook zij opgeheven en werd het klooster nationaal goed.
- In 1804 (misschien 1806) verlieten de apostolinnen het klooster en werden kerk en klooster in gebruik genomen als militair hospitaal voor het garnizoen. De kerk werd vanaf 1814 onder meer gebruikt voor de oogheelkunde.
- In 1817 werd de kerk afgescheiden van het klooster en ter beschikking gesteld voor de protestantse eredienst.
- In 1820 werd de kerk ter beschikking gesteld van de anglicaanse eredienst onder de naam St. Mary's Church.
- Van 1818 tot 1824 werden de voormalige kloostertuinen openbaar verpacht en van 1826 tot 1831 in gebruik genomen door het militair hospitaal.
- In 1846 verhuisde het militair hospitaal naar het voormalig karmelietenklooster op de Vlamingdam.

### Als kazerne

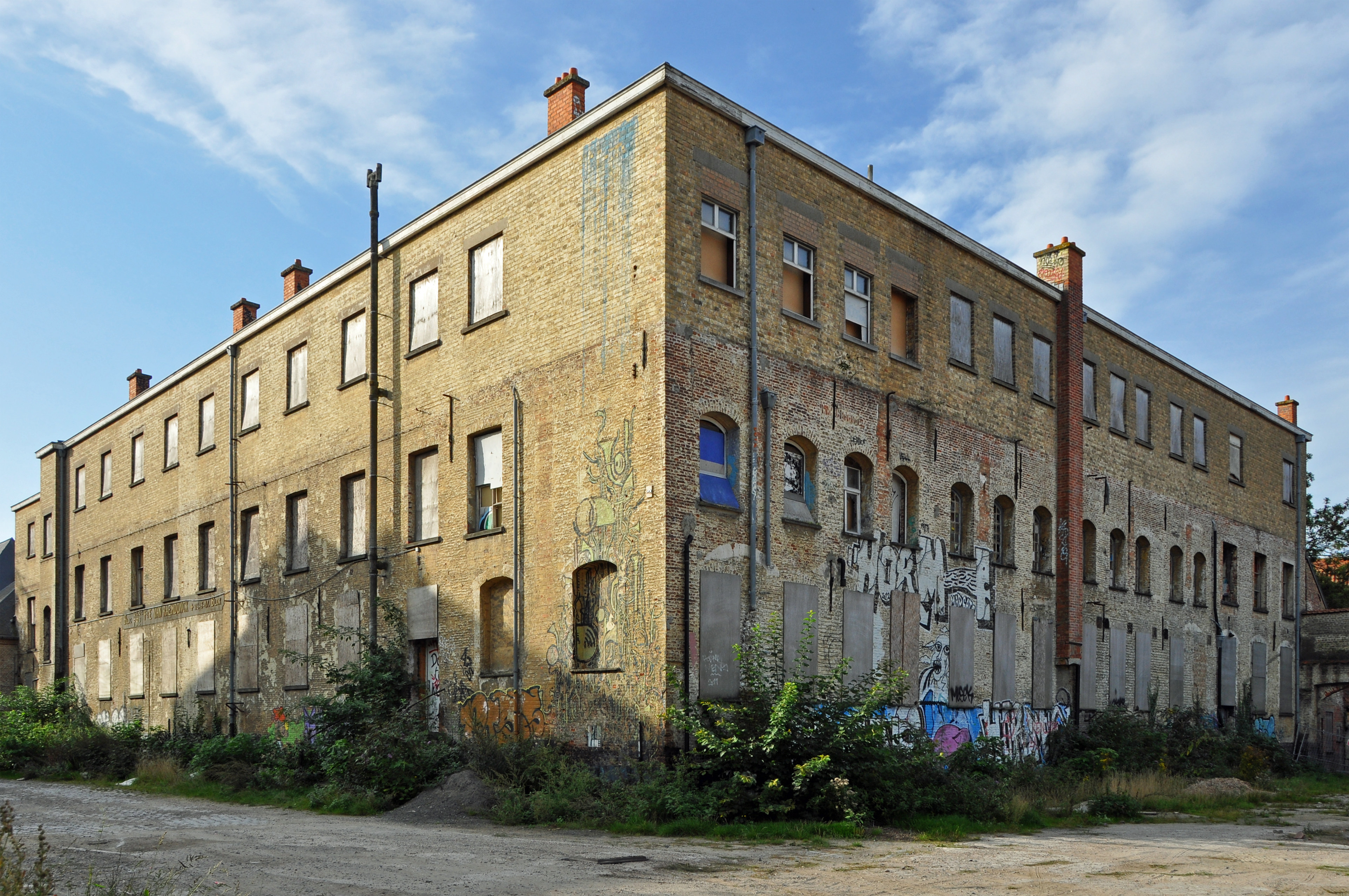
Het leegstaande kazernegebouw (toestand 2018)

- Vanaf 1850 werd het voormalige Theresianenklooster verbouwd tot infanteriekazerne. Het zadeldak van de oorspronkelijke kloostergebouwen werd vervangen door een derde bouwlaag.
- Na de Eerste Wereldoorlog kreeg de kazerne de naam "Kazerne Majoor Weyler", ter ere van de commandant van het 24ste Linie, dat betrokken was in de veldslag bij Halen, waarbij 60% van de manschappen sneuvelde (slag van de zilveren helmen). Weyler zelf sneuvelde als majoor in Zarren.
- In 1924-1925 werd de kazerne uitgebreid met een nieuwe logiesblok en een paardenstal (Hugo Losschaertstraat nummer 5).
- In 1932 werden namen van gesneuvelde militairen van de Eerste Wereldoorlog aan de kazernegebouwen gegeven: Gebroeders Van Raemdonck (het voormalig klooster) en Gebroeders Evrard (Hugo Losschaertstraat 5). De hele kazerne bleef de naam Majoor Weylerkazerne dragen
- Tijdens de Tweede Wereldoorlog werd de kazerne in gebruik genomen door de Duitsers en na de Bevrijding door de geallieerden, en weldra opnieuw door het Belgisch leger. In deze kazerne volbracht de latere eerste minister Leo Tindemans zijn legerdienst.
- De anglicaanse kerk werd tijdens de Tweede Wereldoorlog door de Duitse troepen als stapelplaats gebruikt. Na de Bevrijding werd ze door de Britse troepen opgeknapt en op 12 augustus 1945 opnieuw voor de anglicaanse eredienst in gebruik genomen.
- Begin 1960 werd het klooster in gebruik genomen door de diensten van de provincie West-Vlaanderen, terwijl het bestaande gebouw op de Burg werd gesloopt en aldaar een nieuw administratief gebouw voor de provinciale diensten werd opgericht.
- In 1962 werd de kerk beschermd als monument.
- In 1967 werd de Majoor Weylerkazerne overgedragen aan het Fonds voor Openbare Schoolgebouwen, departement Openbare Werken, dat er tot begin jaren negentig gehuisvest was. Sinds het vertrek van deze diensten, stond het klooster er verlaten bij, takelde het af en werd vaak door krakers bezet.

### Leegstand
- In 1983-1985 werd de kerk verlaten door de anglicaanse eredienst en gerestaureerd naar een ontwerp door architect Piet Viérin (Brugge) en uitvoering door aannemer Arthur Vandendorpe. De vernieuwing omvatte het dak, metselwerk, glas-in-loodramen en verweerde zandstenen elementen. Onder de naam Joseph Ryelandtzaal werd de voormalige kerk ingericht als orgel- en concertzaal voor het Stedelijk Conservatorium. Een nieuw orgel werd geplaatst en de ruimte werd bekleed met akoestische panelen en doeken.
- In 1987 ontwierp architect Gilbert Maene (Brugge) de restauratie van de kloostergebouwen. Dit werd niet uitgevoerd, en sindsdien bleef het gebouw verlaten en kwam het in verschillende (ook buitenlandse) privéhanden terecht, die telkens beloften van restauratie voorspiegelden, zonder ze uit te voeren.
- In 2004 werd het klooster als monument beschermd.
- In 2010 werd het klooster gekraakt. De krakers bouwden er kunstateliers uit onder de naam 'Donkey Squat' en bleven er tot aan de uitzetting in het kader van een projectontwikkeling.[1] Ook nadien waren er 'krakers' in het gebouw, meest drank- en druggebruikers.
- Vanaf 2016 werden plannen voor een appartementsgebouw opgesteld door architect Olivier Salens in opdracht van de projectontwikkelaar VDD Project Development. Het ontwerp werd einde 2017 principieel door de stedelijke overheid goedgekeurd en voorzag in het behoud van het beschermde kloostergebouw, mits verwijdering van de latere derde verdieping die vervangen zou worden door twee nieuwe verdiepingen.
- In 2017 had het stadsbestuur de intentie om aan de vermelde projectontwikkelaar de kerk te verkopen, teneinde er faciliteiten in onder te brengen in dienst van het beoogde appartementsgebouw in het vroegere klooster. Er kwam felle tegenstand vanuit de Brugse bevolking, vooral vanwege de verenigingen die de voormalige kerk gebruikten. Weldra werd van dit voornemen afgezien.
- In 2018 diende dezelfde projectontwikkelaar een ontwerp in tot 'restauratie' van het beschermde kloostergebouw om het te verbouwen tot appartementen, met sloping van de negentiende-eeuwse kazerneverdieping en toevoeging van twee verdiepingen met appartementen. Het ontwerp kreeg een bouwvergunning.

## Het tweede karmelietessenklooster
- In 1815 werd door de laatste zusters die tot het Brugse Theresianenklooster hadden behoord, een nieuwe theresianengemeenschap gevormd in Torhout. Na enkele jaren vestigden ze zich opnieuw in Brugge, op verschillende verblijfplaatsen, onder meer in het Hof van Watervliet in de Oude Burg.
- In 1833 konden ze de vroegere Latijnse school in de Schuttersstraat aankopen en er zich vestigen. Het tot klooster omgevormde complex beschikte over een aanzienlijke tuin en bevond zich op korte afstand van het voormalige Theresianenklooster.
- De kloostergemeenschap voorzag op verschillende manieren in zijn levensonderhoud. Er werden wassen beeldjes gemaakt, enerzijds Mariabeelden, anderzijds kerststallen met de passende beeldjes. Er werd een wasserij ingericht, om kerklinnen te kuisen. Er werden belegde broodjes klaargemaakt voor recepties en bijeenkomsten.
- In mei 2018 bleven nog slechts vijf religieuzen over en ze beslisten het klooster te sluiten en uit elkaar te gaan. Een laatste H. Mis werd opgedragen door bisschop Lode Aerts en het klooster werd definitief opgeheven. Het werd overgenomen door de Bouwgroep Camino en de projectontwikkelaar Istoir, met de bedoeling de eigendom in afzonderlijke woningen op te splitsen, rond de behouden grote botanische tuin.
- In maart 2022 werd de eigendom (in afwachting van de geplande bouwwerken) aangeboden als opvanghuis voor een honderdtal Oekraïense vluchtelingen.

## Archief
- Afdeling Ruimtelijke Ordening, Huisvesting en Monumentenzorg West-Vlaanderen, Cel Monumenten en Landschappen, Archief, dossier DW000238.
- Dienst Monumentenzorg en Stadsvernieuwing Brugge, Nota, 15 februari 2001.